# Kim Jong-gak
Kim Jong-gak (* 13. Juli 1941 in der Provinz P’yŏngan-namdo) ist ein nordkoreanischer Politiker der Partei der Arbeit Koreas (PdAK) und Vizemarschall der Koreanischen Volksarmee (KVA), der unter anderem Minister für die Volksstreitkräfte, Mitglied des Politbüros des Zentralkomitees (ZK) der PdAK und Mitglied der Nationalen Verteidigungskommission war. Seit seiner Absetzung von diesen Funktionen ist er nur noch Mitglied des ZK der PdAK sowie Deputierter der Obersten Volksversammlung.

## Leben

### Offizier und Vize-Minister für die Volksstreitkräfte
Kim Jong-gak absolvierte nach dem Schulbesuch ein Studium an der Kim-Il-sung-Militäruniversität und wurde anschließend als Offizier in der Volksarmee. Während seiner militärischen Laufbahn diente er als Kommandeur eines Bataillons, stellvertretender Kommandeur eines Korps sowie als Leiter von Ausbildungseinrichtungen.
Auf dem 19. Plenum des 6. Zentralkomitees wurde er im Dezember 1991 zum Kandidaten des ZK der PdAK gewählt sowie wenige Monate später im April 1992 zum Generaloberst befördert. Auf dem 20. Plenum des 6. Zentralkomitees erfolgte im Dezember 1992 seine Wahl zum Mitglied des ZK der PdAK sowie unmittelbar darauf seine Ernennung zum Vize-Minister für die Volksstreitkräfte, wobei ihm innerhalb des Ministeriums kein besonderer Zuständigkeitsbereich zugeordnet wurde. Seine Bedeutung in der Partei- und Militärhierarchie wurde verdeutlicht durch seine Mitgliedschaft in den Beisetzungskomitees für Kim Il-sung im Juli 1994 sowie O Chin-u im Februar 1995.
1998 wurde Kim erstmals zum Deputierten der Obersten Volksversammlung gewählt und gehört dieser seither an. Im September 1998 wurde er als Vize-Minister für die Volksstreitkräfte während des Eröffnungsplenums der zehnten Obersten Volksversammlung bestätigt und übernahm im Anschluss innerhalb des Ministeriums Führungsrollen bei politischen Aktivitäten im Hauptquartier der Volksarmee sowie bei Militärparaden und anderen öffentlichen Veranstaltungen der Streitkräfte.

### General und wachsender Einfluss innerhalb der Militärhierarchie
Kim Jong-gak, der im April 2002 zum General befördert wurde, erschien erstmals 2004 in den für das Ausland bestimmten Meldungen der staatlichen Presse aufgrund seiner Teilnahme bei Treffen mit ausländischen Delegationen. Daneben war er Vertreter der Volksarmee bei der Akkreditierung von Militärattachés sowie bei Treffen und Empfängen von Verbündeten wie Russland, Uganda, Kuba und der Volksrepublik China. 2006 gehörte er zu einer Gruppe, die sich mit dem damaligen Verteidigungsminister der Volksrepublik China Cao Gangchuan während dessen Besuch in Pjöngjang traf. Im Oktober 2006 hielt er auf dem Kim-Il-sung-Platz die Hauptrede bei der einer Festveranstaltung zum Test von Nukleartechnik.
2007 gehörte Kim Jong-gak zu den Mitgliedern einer Delegation bei dem Besuch der Botschaft der Volksrepublik China in Nordkorea durch Kim Jong-il sowie im Oktober 2007 bei einer Sportgroßveranstaltung. Ein weiterer Hinweis auf seine wachsende Bedeutung erfolgte 2008, als er zwei Mal Kim Jong-il bei Besuchen im Kumsusan-Palast begleitete, dem Mausoleum für Kim Jong-ils Vater Kim Il-sung. Im August 2008 hielt er während der Genesung von Kim Jong-il von einem Schlaganfall eine weitere Schlüsselrede zur Erinnerung an die Übernahme der Sŏn’gun-Führung durch Kim Jong-il. Des Weiteren war im September 2008 verantwortlich für den Empfang einer Delegation der Vietnamesischen Volksarmee bei einem Besuch in Nordkorea.
Auf der ersten Sitzung der 12. Obersten Volksversammlung wurde Kim Jong-gak am 9. April 2009 offiziell zum Mitglied der erweiterten Nationalen Verteidigungskommission gewählt. In der Folgezeit gehörte er nach Berichten der staatlichen Medien dreißig Mal zu den Begleitern Kim Jong-ils bei Konzerten und Militärinspektionen. Im Juli 2009 nahm er den elften Platz auf einem Podium bei einer Gedenkfeier zur Erinnerung an den 15. Todestag Kim Il-sungs ein. Im November 2009 leitete er eine Delegation der Politischen Hauptabteilung des Ministeriums für die Volksstreitkräfte bei einem offiziellen Besuch in der Volksrepublik China, bei dem er neben Peking auch Jilin bereiste. Ende 2009 hielt er die Schlüsselrede bei einem nationalen Treffen zu Ehren des Militärhelden O Jung-hup.
Im Mai 2010 leitete General Kim eine Zeremonie im Ministerium für die Volksstreitkräfte bei der Bronzestatuen von Kim Il-sung, Kim Jong-il sowie dessen Mutter Kim Jong-suk enthüllt wurden. Er war damit verantwortlich für die erste veröffentlichte Hauptrede zu Ehren der Enthüllung einer Statue für Kim Jong-il.

### Ernennung zum Verteidigungsminister und Entlassung
Kim Jong-gak ist Teil einer Gruppe von Politikern und Militärpersonen der zweiten und dritten Generation Nordkoreas, die seit Ende 2008 in politische Machtzentrum aufstiegen. In dieser Zeit erschien er bei mehreren Gelegenheiten zusammen mit General Ri Yong-ho, dem Chef des Generalstabes der Volksarmee, der wie er zu den Hardlinern gehört, die Beziehungen zu den USA und Südkorea ablehnen und bilaterale Beziehungen der Demokratischen Volksrepublik Korea zu anderen Staaten misstrauisch sehen. Während des Machtübergangs zu Kim Jong-un spielte er eine führende Rolle bei Bildung und Indoktrinierung innerhalb der Volksarmee.
Auf der dritten Parteikonferenz wurde Kim am 28. September 2010 zum Mitglied des Militärkomitees des ZK sowie zum Kandidaten des Politbüros des ZK der PdAK gewählt.
Kim, der im Februar 2012 zum Vizemarschall befördert wurde, wurde im April 2012 als Nachfolger von Kim Yŏng-ch’un zum Minister für die Volksstreitkräfte ernannt sowie Mitglied des Politbüros des ZK. Bereits sieben Monate später wurde er jedoch im November 2012 als Verteidigungsminister wieder entlassen und durch den früheren Chef des Generalstabes und bisherigen Vize-Minister für die Volksstreitkräfte Kim Kyok-sik abgelöst.
Auf einem Treffen des Zentralkomitees der PdAK im März 2013 wurde er aus dem Politbüro des ZK entfernt sowie auf der siebten Sitzung der 12. Obersten Volksversammlung „aufgrund der Übertragung anderer Aufgaben“ auch aus seiner Funktion als Mitglied der Nationalen Verteidigungskommission abberufen. Gleichwohl verblieb er auf dem Podium während der Sitzung der Obersten Volksversammlung und erschien auch weiterhin mit anderen Mitgliedern der Staats- und Parteiführung.